# 란산구 (르자오시)

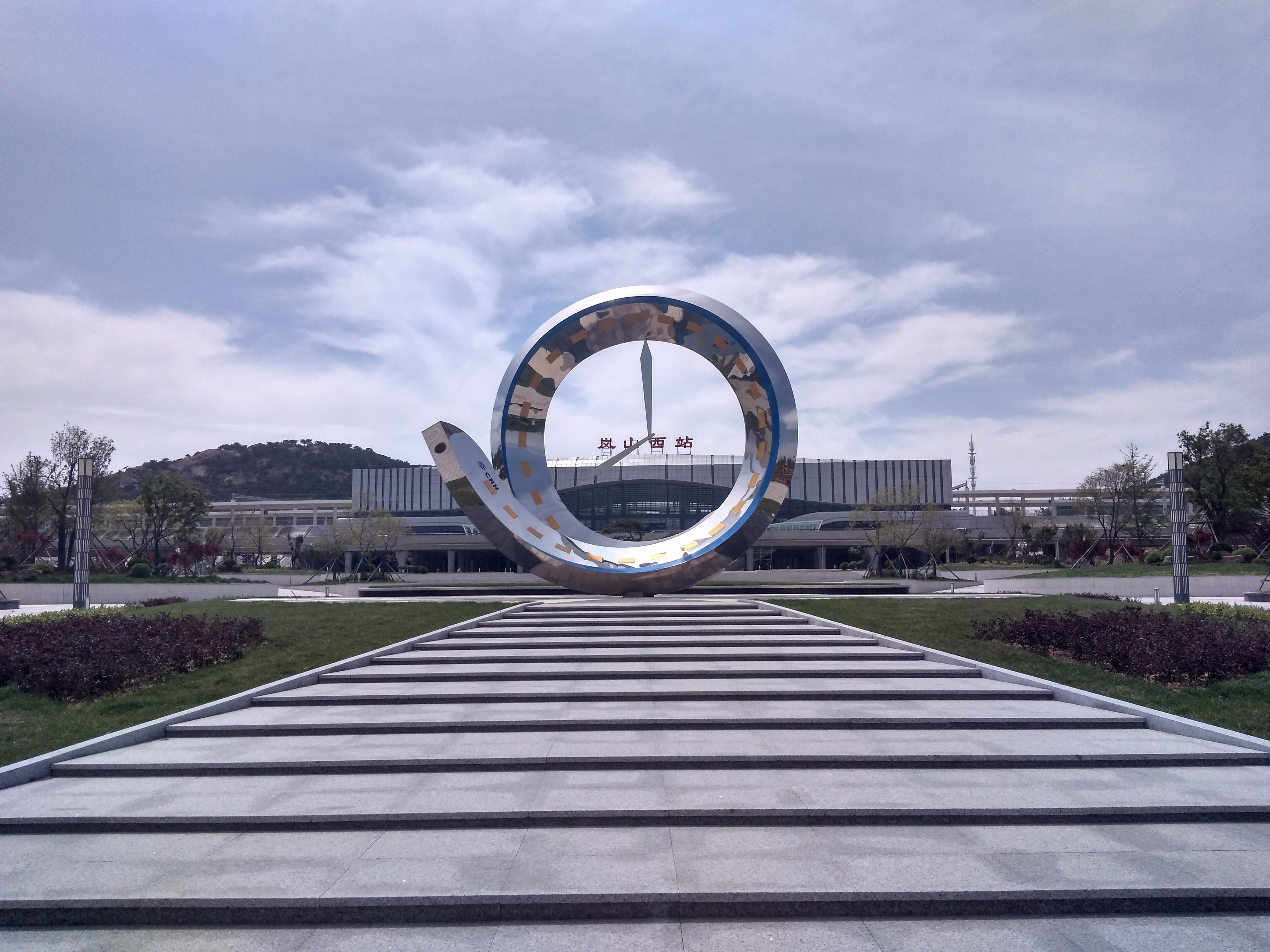

란산구(한국어: 남산구, 중국어: 岚山区, 병음: Lánshān Qū)는 중화인민공화국 산둥성 르자오 시의 현급 행정구역이다. 넓이는 759km2이고, 인구는 2007년 기준으로 420,000명이다.

## 행정 구역
2개 가도, 6개 진, 1개 향을 관할한다.
- 가도: 岚山头街道, 安东卫街道.
- 진: 碑廓镇, 虎山镇, 巨峰镇, 高兴镇, 后村镇, 黄墩镇.
- 향: 前三岛乡.